# Eusebio Guiñez
Eusebio Guiñez (Eusebio Crispin Guiñez; * 16. Dezember 1906 in Rivadavia, Provinz Mendoza; † 1. Oktober 1987 in Mendoza) war ein argentinischer Langstreckenläufer.
Bei den Leichtathletik-Südamerikameisterschaften siegte er 1933 in Montevideo über 10.000 m und gewann Bronze über 5000 m. 1941 in Buenos Aires holte er Bronze im Straßenlauf über eine Strecke von 32 km, und 1943 in Santiago de Chile gewann er jeweils Silber im Straßenlauf (32 km) und im Crosslauf. 1947 in Rio de Janeiro folgten Silbermedaillen über 5000 m und im Straßenlauf (32 km).
Bei den Olympischen Spielen 1948 in London wurde er Fünfter im Marathon. Seine Platzierung über 10.000 m ist nicht überliefert.
1949 errang er bei den Leichtathletik-Südamerikameisterschaften in Lima Bronze im 20-km-Straßenlauf.

## Persönliche Bestzeiten
- 10.000 m: 31:09,8 min, 7. Dezember 1946, Buenos Aires
- Marathon: 2:36:36 h, 7. August 1948, London